# Sangue, proiettili e ottani
Sangue, proiettili e ottani (Blood, Guts, Bullets and Octane) è un film indipendente del 1998, opera prima del regista Joe Carnahan, che oltre averlo diretto lo ha sceneggiato, prodotto ed interpretato.

## Trama
Il film racconta le vicende di due venditori di auto usate, che aspirano ad una vita migliore. La loro grande occasione quando ricevono un compenso di 250.000 dollari per custodire una Pontiac Le Mans del 1936. Quello che sembrava un semplice incarico si dimostrerà pieno di imprevisti e pericoli.